# Metrófanes II de Constantinopla
Metrófanes II de Constantinopla (en griego: Μητροφάνης Β΄), apodado Mitrofonos), fue el patriarca de Constantinopla entre 1440 y 1443.

## Biografía
Obispo metropolitano de Cízico, se convirtió en patriarca el 4 o 5 de mayo de 1440 debido a sus convicciones y su compromiso con la unión entre las iglesias católica y ortodoxa. Su elección fue considerada una victoria por los unionistas. Después de la toma de posesión, el 15 de mayo de 1440, día de la Ascensión, el pueblo y el clero de Constantinopla, encabezados por Marcos de Éfeso (el único obispo que votó en contra de la unión en el Concilio de Basilea), se negaron a participar de la comunión mientras Metrófanes II realizaba una liturgia solemne en la cual mencionaba el nombre del Papa. Marcos huyó de la capital imperial con Antonio de Heracleia y se refugió en Éfeso.
Metrófanes II enfrentó entonces una virulenta oposición y desplazó a varios obispos que él consideraba como "cismáticos" y los sustituyó por los prelados que habían sido favorables a la unión en Florencia. En 1443, el emperador Juan VIII Paleólogo organizó un debate teológico entre los obispos latinos y los de Marcos de Éfeso, pero ambos lados reivindicaron la victoria. En el mismo año, los otros tres patriarcas del oriente, el de Antioquía, de Jerusalén y de Alejandría lanzaron un anatema conjunto contra Metrófanes II, ignorando que sus delegados habían aprobado la unión de las Iglesias en Florencia. El patriarca de Constantinopla se sintió poco apoyado por el emperador Juan VIII, defensor de la unión, y durante el juicio, enfermó y renunció. Falleció el 1 de agosto de 1443. Sin un patriarca hasta 1445, el proyecto de unión entre las iglesias quedó sin rumbo.